# الزناتي مجاهد (مسلسل)
الزناتي مجاهد مسلسل فكاهي مصري، تم انتاجه عام 2011 ، من تأليف محسن رزق إخراج أسد فولادكار وتمثيل سامح حسين 

## قصة المسلسل
المسلسل حلقاته منفصلة متصلة، تدور أحداثه حول شخصية شاب صعيدي بسيط اسمه مجاهد الذي يقع في الكثير من المشاكل في حياته بعد أن ينتقل إلى القاهرة لاستخراج شهادة الميلاد، ولا يجد من يخرجه منها سوى والدته.
كما يقوم بمناقشة السلبيات الموجودة في المجتمع المصري ولكن في إطار من الكوميديا الممتزجة بالسياسة، وينتهي المسلسل بقيام ثورة 25 يناير .

## أبطال العمل
- سامح حسين : (مجاهد)الشاب الصعيدي الذي ينزل الي القاهرة ليستخرج شهادة الميلاد.
- هالة فاخر : (رضا أم مجاهد) التي دائما تدفعه للأمام وتدافع عنه في صوابه وخطئه.
- هناء الشوربجي : (فريال) أحد سكان بنسيون الصناديلي.
- يوسف داود : (الصناديلي) صاحب بنسيون الصناديلي.
- شعبان حسين : (عبد الرؤوف)أحد سكان بنسيون الصناديلي.
- إيمان السيد : (بدارة) خطيبة مجاهد.
- عبد الله مشرف : (العمدة) والد بدارة خطيبة مجاهد.
- إسماعيل فرغلي : (وحيد) أحد سكان بنسيون الصناديلي.
- محمد دسوقي : (عبادة) أحد سكان بنسيون الصناديلي، والصديق المقرب لمجاهد.
- ماهر عصام : (سعيد مصلحة) صاحب كشك وصديق مجاهد.
- حمدي شرف الدين

كما يشارك العديد من ضيوف الشرف في المسلسل، مثل : سمير غانم ، أشرف عبد الباقي ، مصطفى شعبان ، ماجد المصري ، منة فضالي ، نبيل نور الدين ، مها أبو عوف ، ميمي جمال ، فاروق فلوكس ، رحمة ، عمرو عبد العزيز ، صفاء جلال ، محمد عبد المعطي ، الطفلة /ليلى أحمد زاهر ....... والكثير من الفنانين .